# Ferenc Farkas
Pour les articles homonymes, voir Farkas.
Dans le nom hongrois Farkas Ferenc, le nom de famille précède le prénom, mais cet article utilise l’ordre habituel en français Ferenc Farkas, où le prénom précède le nom.
Ferenc Farkas ([ˈfɛɾɛnts], [ˈfɒɾkɒʃ]), né le 15 décembre 1905 à Nagykanizsa et décédé le 10 octobre 2000 à Budapest, est un compositeur hongrois.

## Biographie
Issu d’un milieu mélomane (son père, officier dans l’armée impériale, jouait du cymbalum, sa mère du piano) Ferenc Farkas commence ses études musicales à Budapest, au Gymnase réformé puis à l’Académie de Musique où il suit les cours de composition de Leó Weiner et d’Albert Siklos. Après l’obtention de son diplôme en 1927, il travaille comme corépétiteur et chef d'orchestre au Théâtre municipal de Budapest et collabore avec les Ballets russes de Diaghilev. De 1929 à 1931, il se perfectionne à l'Accademia Nazionale di Santa Cecilia de Rome dans la classe d’Ottorino Respighi. Les années passées à Rome ont sur lui une influence décisive. Il se familiarise avec la culture italienne et méditerranéenne pour laquelle il a une profonde attirance. Il dit à ce sujet : « Mon principal objectif a toujours été d'atteindre aussi la clarté et les proportions latines. » .
Farkas retourne à Budapest en automne 1931. Ne trouvant pas d'autres engagements, il joue comme pianiste dans différents orchestres de théâtre. En 1932, il rencontre le réalisateur Paul Fejos pour qui il compose plusieurs musiques de film, d’abord en Hongrie, puis à Vienne et Copenhague. Cette collaboration marque le début d’une série impressionnante d’œuvres liées à la musique « appliquée » (quelque 75 musiques de films, 44 musiques de scène et œuvres radiophoniques).
Au printemps 1934, il effectue ses propres recherches sur la musique hongroise traditionnelle en collectant des chants populaires dans le comitat de Somogy : « Au retour de mes voyages à l'étranger, il devint clair pour moi que les œuvres et les recherches de Bartók et de Kodály soulevaient des problèmes cruciaux que nous avions, nous Hongrois, à résoudre. ». 
À partir de 1935, il enseigne à l’École supérieure de musique de Budapest. De 1941 à 1944 il occupe, au Conservatoire de Kolozsvár, les fonctions de professeur de composition puis de directeur et il dirige le Chœur de l’Opéra de la ville. À la fin de 1944, à cause de la guerre, il rentre en Hongrie et, pendant la bataille de Budapest, il travaille comme vice-directeur des Chœurs de l’Opéra. En 1946, il est envoyé à Székesfehérvár où il fonde et dirige le Conservatoire. Il est nommé professeur de composition à l'Académie de musique Franz-Liszt de Budapest en 1949, fonction qu’il occupera jusqu’à sa retraite en 1975. Son enseignement aura la plus grande influence dans la seconde moitié du siècle. Parmi ses élèves figurent György Kurtág, György Ligeti, Emil Petrovics, Attila Bozay, Zsolt Durkó, Zoltán Jeney, Miklós Kocsár, Sándor Szokolay et Lajos Vass.

## Style

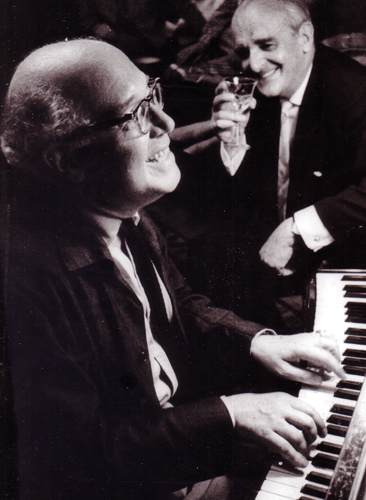
Ferenc Farkas au piano, 1970

Les trois composantes du langage très personnel de Farkas sont le néo-classicisme italien, la musique traditionnelle hongroise (musique hongroise) et le dodécaphonisme. Son style se caractérise par une invention mélodique, une clarté dans les formes, le sens des couleurs et des proportions, des rythmes vifs et spontanés.
« Sándor Jemnitz, le seul élève hongrois de Schoenberg écrit à propos d'un de mes concerts. «… Comme si l’attrait de la résistance excitait son instinct créatif. Sa maîtrise polyvalente rappelle la compétence et l’habileté que les artistes d’antan mettaient au service de leurs commanditaires de haut rang en se conformant fidèlement aux exigences de genre et de style qui leur étaient imposées. Quel est donc le véritable visage de la musique de Farkas ? Il a, dans ses jeunes années, choisi Respighi pour maître. Ce choix n’était pas qu’un pur hasard, ce fut certainement la conséquence d’une attirance particulière. Il est probable que le charme gracieux et aérien de la musique latine correspondait à sa sensibilité profonde ». Ces lignes flatteuses témoignent avec justesse de mon attirance pour l’élégance latine. Mais cela va plus loin : mon principal objectif a toujours été d'atteindre aussi la clarté et les proportions latines. Je pourrais faire mienne cette autre citation d’Hemingway : « I never put a sentence down on paper until I believe I have it so expressed that it will be clear to anyone » (« Je n'ai jamais mis une phrase sur papier avant d'être certain de l'avoir exprimée de manière qu'elle soit claire pour chacun »). Vient ensuite la recherche de ce qui, en réalité, existe déjà et qu’il suffit de découvrir. Comme le sculpteur qui ne fait que dégager la sculpture déjà contenue a priori dans la masse de marbre, j’essaye, à partir du motif, de faire jaillir la ligne mélodique la plus évidente et la plus naturelle. Je recherche la forme dans laquelle le matériel se sent le mieux. ».

## Œuvre
« Depuis le début, je me suis impliqué dans tous les domaines de la musique ; je n’ai pas voulu créer qu’un petit coin de chambre, plein d'ambiance, au goût personnel et raffiné, mais des espaces petits et grands, aux agencements différents, agréables à vivre, avec les fenêtres ouvertes. ».
L’œuvre de Farkas comprend plus de 700 opus. Il a composé dans tous les genres, l'opéra, le ballet, les comédies musicales et opérettes, l'orchestre, le concerto, la musique de chambre et la musique sacrée.
Sa large culture littéraire lui permit de composer en 13 langues en mettant en musique quelque 130 écrivains et poètes anciens et modernes.

### Catalogue complet
2011. Catalogue complet des œuvres de Ferenc Farkas élaboré par Andràs Farkas, le fils du compositeur. Ce catalogue comprend de nombreux extraits musicaux.

### Répertoire par instrument
Ce répertoire par instrument a été établi à partir du catalogue complet des œuvres de Ferenc Farkas par son fils Andràs Farkas afin de faciliter la recherche. Les instruments répertoriés sont les suivants : violon, alto, violoncelle, contrebasse, guitare, harpe, cymbalum, flûte, flûte à bec, hautbois, clarinette, basson, cor, cor des Alpes, trompette, trombone, tuba, saxophone, tarogato, piano, clavecin, orgue, accordéon.

### Œuvres scéniques
- Az Ember tragédiája (La Tragédie de l’homme), musique de scène pour la pièce d’Imre Madách (1935)
- L’Armoire magique, opéra (1942)
- Les Étudiants rusés, ballet (1949, rév. 1956)
- Csínom Palkó, opéra romantique populaire (1960)
- Piroschka, comédie musicale (1964)
- Egy Úr Velencéből, Casanova (Un Seigneur de Venise, Casanova), opéra (1979-1980)

### Œuvres pour orchestre symphonique
- Divertimento (1930)
- Preludio e fuga (1944-1947)
- Furfangos diákok (Les Étudiants rusés), Suite pour orchestre (1949)
- Szimfonikus nyitány (Ouverture symphonique) (1952)
- Planctus et consolationes (1965)
- Funérailles, adaptation pour orchestre symphonique de l’œuvre de Franz Liszt (1974)

### Œuvres pour orchestre à cordes
- Musica pentatonica (1945)
- Choreae hungaricae, 3 cycles de danses hongroises du XVIIe siècle (1961)
- Piccola musica di concerto (1961)
- Partita all'ungaresca (1974)

### Œuvres pour orchestre à vent
- Timon of Athens pour orchestre à vent, percussion et piano (1935)
- Intrada, Passacaglia, Saltarello (1982)

### Concertos
- Concertino pour piano et orchestre (1947)
- Concertino pour clavecin et orchestre à cordes ou quatuor à cordes] (1949)
- Trittico concertato pour violoncelle et orchestre à cordes (1964)
- Concertino all'antica pour baryton ou violoncelle ou alto et orchestre à cordes (1964)
- Concertino rustico pour cor des Alpes et orchestre à cordes (1977)
- Concertino pour hautbois et orchestre à cordes (1983)
- Concertino pour trompette et orchestre à cordes (1984)
- Aria e rondo all'ungherese pour hautbois, violon solo et orchestre à cordes (1994) (autre version : pour 2 violons solos) (1994)
- Concertino pour harpe et orchestre à cordes or quatuor à cordes (1994)

### Musique de chambre
- Arioso pour violoncelle ou alto et piano (1926)
- Notturno pour violon, alto et violoncelle (1929)
- Serenade für Bläserquintett (Sérénade pour quintette à vent) (1951)
- Antiche danze ungheresi del 17.secolo / Early Hungarian dances from the 17. century pour quintette à vent (1959) (12 variantes)
- Sonata a due pour alto et violoncelle (1961)
- Ballade pour violoncelle et piano (1963)
- Quattro pezzi pour contrebasse solo et quintette à vent (1966)
- Vonósnégyes / String quartet (1970-1972)
- Contrafacta Hungarica pour octuor à vent (1976)
- La Cour du roi Matthias pour clarinette, basson, cor et quintette à cordes (1977)
- Trio pour violon, violoncelle et piano (1979)
- Sonate romantique pour basson et piano (1982)
- Maschere pour hautbois, clarinette et basson (1983)
- Ricordanze pour clarinette, violon, alto et violoncelle (1984)
- Three Burlesques pour 2 clarinettes, cor de basset et 2 clarinettes basses (1992)

### Œuvres pour instruments solos
- Sonata pour violoncelle (1932)
- Correspondances pour piano (1957)
- Six Pièces brèves pour guitare (1970)
- Sonata pour guitare (1979)
- Exercitium tonale pour guitare (1982)
- Sonata pour violon (1987)
- Sonatina pour harpe

### Messes
- Missa secunda in honorem Sanctae Margaritae pour chœur mixte et orgue ou orchestre à cordes (autre version pour chœur de femmes) (1964-1968)
- Missa in honorem Sancti Andreae pour chœur mixte et orchestre (1968)
- Requiem pro memoria M. pour chœur mixte et orchestre (1992)

### Cantates, oratorios
- Cantata lirica, cantate pour chœur mixte et orchestre, texte hongrois de Jenö Dsida, traduction allemande de Anneliese Eulau-Felsenstein (1945)
- Cantus Pannonicus, cantate pour soprano solo, chœur mixte et orchestre, texte latin de Janus Pannonius (1959)
- Ein Krippenspiel aus Köröshegy, Weihnachtskantate (La crèche de Köröshegy, cantate de Noël) (éditée en 4 langues, français, allemand, anglais, hongrois) pour narrateur, chœur mixte ou chœur d‘enfants, orgue et 6 instruments ou orchestre (1970)
- Aspirationes principis cantate pour ténor et baryton solos et orchestre, texte hongrois de Kelemen Mikes et Paul Ràday et latin de François Rákóczi (1974-1975)
- Le musicien de Saint-Merry, cantate pour chœur de femmes, flûte et piano ou ensemble à vent, texte de Guillaume Apollinaire (1984)
- Omaggio a Pessoa, cantate pour ténor solo, chœur mixte et orchestre, texte portugais de Fernando Pessoa, traduction hongroise de Ernö Hàrs (1985)

### Œuvres pour chœur mixte
- Alkony (Crépuscule), texte hongrois de Sándor Petőfi (édité en 1944)
- Madrigal à la rose, version française d’un texte hongrois de Sándor Weöres (1947)
- Az öröm illan (La joie se volatilise), texte hongrois de Árpád Tóth (1962)
- Lupus fecit (1979)
- Chansons de fou, texte français d’Émile Verhaeren (1981)
- Hommage à Rilke, texte allemand de Rainer Maria Rilke (1984)
- Pater Noster (1993)
- Ave Maria (1994)
- Come away, texte anglais de William Shakespeare (1995)
- Ekkosang, texte danois de Otto Gelsted (1999)
- Chansons d’étudiants hongrois du XVIIIe siècle

### Œuvres pour chœur d’hommes
- Silence, texte français de Charles-Ferdinand Ramuz (1975)
- Le débat du cœur et du corps pour double chœur d’hommes, 2 trompettes, 2 trombones, piano et timbale, texte français de François Villon (1980)
- Aubade
- Sérénade wallonne

### Œuvres pour chœur de femmes ou chœur d’enfants
- Cantus fractus, 3 mélodies grégoriennes pour chœur à l’unisson, baryton solo et 3 guitares (1982)
- Baszk dalok I / Euskal abestiak, 5 chants basques traditionnels (1986)
- Magnificat pour chœur de femmes à 3 voix et orgue (1994)

### Lieder
- Maláj ábrándok (Rêves de Malaisie) pour chant et piano, texte de Sándor Weöres (1943)
- Gyümölcskosár / Panier de fruits, cycle de 12 mélodies (éditée en 3 langues, français, allemand, hongrois), textes de Sándor Weöres pour soprano et quintette à vent (adapté en 5 instrumentations différentes) (1946 – 1980)
- Cantiones optimae, 4 mélodies d’après des textes sacrés des XVIe et XVIIe siècles pour soprano ou alto et piano ou orgue ou orchestre à cordes
- Cinque canzoni dei trovatori, 5 mélodies pour chant et piano ou guitare (1947)
- Songs from the Twelfth night, cycle de 4 mélodies pour soprano ou alto et piano ou harpe sur des textes de William Shakespeare (1954)
- Drei Lieder pour chant et piano sur des textes d’Anneliese Eulau-Felsenstein (1958)
- Trois chansons de Guillevic, cycle de 3 mélodies pour chant et piano sur des textes d’Eugène Guillevic (1960)
- Kőmíves Kelemen balladája (Ballade de Kelemen Kőmíves), mélodie populaire pour chant et piano ou orchestre (1960)
- Hommage à Alpbach, cycle de 4 mélodies sur des textes de Paula von Preradovic (1968)
- Mélodies oubliées, 4 mélodies pour chant et piano sur des textes de Benedek Virág, Dániel Berzsenyi, Mihály Babits et Endre Ady (1980)
- L'art d'être grand-père, cycle de 4 mélodies sur des textes de Victor Hugo (1985)
- Orpheus respiciens, cycle de 8 mélodies pour chant et piano sur des textes de Sándor Csoóri, Pétrarque, Charles Baudelaire, Luís de Camões, Rainer Maria Rilke, Antonio Machado, Oscar Wilde et Gérard de Nerval (1993)

### Musiques de films
- 1933 : Gardez le sourire de Pál Fejös et René Sti
- 1942 : Les Hommes de la montagne (Emberek a havason) de István Szőts
- 1952 : L'orage (A Vihar) de Zoltán Fábri
- 1962 : Deux mi-temps en enfer (Két félidő a pokolban) de Zoltán Fábri
- 1964 : Alouette de László Ranódy
- 1966 : Egy magyar nábob de Zoltán Várkonyi
- 1966 : Kárpáthy Zoltán (hu) de Zoltán Várkonyi
- 1968 : Egri csillagok (en) de Zoltán Várkonyi
- 1973 : Csínom Palkó de Márton Keleti et Gyula Mészáros (en)

## Discographie
- L'Œuvre pour quintette à vents - Ulrike Schneider, mezzo-soprano ; Daniel Dodds, violon ; Dieter Lange, contrebasse) ; Quintette Phoebus (17-18 juin 1999 / 17-18 janvier 2000, Toccata Classics)
- Œuvres pour orchestre, vol. 1 - Miklós Perényi, violoncelle ; Orchestre symphonique Magyar Államvasutak (MÁV), dir. Péter Csaba (en) (4-8 janvier / 8-21 septembre 2013, Toccata Classics TOCC 0176)
- Œuvres pour orchestre, vol. 4 - Ingrid Kertesi, soprano ; András Adorján, flûte ; Viktória Herencsár, cimbalum ; Miklós Spányi, clavecin ; Orchestre de chambre Franz Liszt, dir. János Rolla (es) (2016, Toccata Classics) (OCLC 944198169)
- L'Œuvre de chambre pour violoncelle, vol. 1 - Miklos Perenyi, violoncelle ; Denes Varjon, piano ; Lucia Megyesi Schwartz, mezzo-soprano ; Kristóf Baráti, violon ; Lajos Rozman, clarinette (11-17 octobre 2015, Toccata Classics) (OCLC 962422070)